# Schwedische Badmintonmeisterschaft 2022
Die Schwedische Badmintonmeisterschaft 2022 fand vom 11. bis zum 13. März 2022 in Växjö statt.

## Medaillengewinner
| Disziplin    | Gold                           | Silber                               | Bronze                               |
| ------------ | ------------------------------ | ------------------------------------ | ------------------------------------ |
| Herreneinzel | Felix Burestedt                | Gustav Björkler                      | Jacob Nilsson                        |
| Herreneinzel | Felix Burestedt                | Gustav Björkler                      | Gabriel Ulldahl                      |
| Dameneinzel  | Edith Urell                    | Mirjam Lindgärde                     | Selma Arvidsson                      |
| Dameneinzel  | Edith Urell                    | Mirjam Lindgärde                     | Julia Tuvesson                       |
| Herrendoppel | Joel Hansson Melker Bexell     | Filip Karlborg Alvin Palm            | Romeo Makboul Mio Molin              |
| Herrendoppel | Joel Hansson Melker Bexell     | Filip Karlborg Alvin Palm            | Ludwig Axelsson Tom Söderström       |
| Damendoppel  | Johanna Magnusson Clara Nistad | Moa Sjöö Tilda Sjöö                  | Malena Norrman Ronak Olyaee          |
| Damendoppel  | Johanna Magnusson Clara Nistad | Moa Sjöö Tilda Sjöö                  | Klara Johansson Jessica Silvennoinen |
| Mixed        | Johan Azelius Romina Olyaee    | Ludwig Axelsson Jessica Silvennoinen | Simon Sandin Lovisa Neuber           |
| Mixed        | Johan Azelius Romina Olyaee    | Ludwig Axelsson Jessica Silvennoinen | Alexander Nistad Clara Nistad        |